# Rudolf Spitz
Rudolf Hermann Georg Spitz (geboren 27. Mai 1907 in Brünn, Österreich-Ungarn; gestorben 1990 in Surbiton, London) war ein österreichisch-englischer Hörfunkjournalist, Autor und Kabarettist.

## Leben
Rudolf Spitz war ein Sohn des Adolf Spitz und der Pauline Krasa. Er besuchte die Schule in Brünn und Wien und machte 1926 in Wien die Matura. Danach studierte er Rechtswissenschaft an der Universität Wien und wurde 1931 promoviert. Spitz arbeitete als Journalist in Wien. Er war Mitglied des Bundes junger Autoren Österreichs. 1933 gründete er mit Hermann Weigel und dem Musiker Hans Horwitz das kurzlebige Kabarett Die Stachelbeere und trat dort als Conférencier auf. Er war Texter für das Kabarett Literatur am Naschmarkt und schrieb Hörspiele für die RAVAG. Nach dem Anschluss Österreichs 1938 floh er in die Tschechoslowakei und musste im Januar 1939 nach England fliehen. Er schlug sich als Kellner und Buchhalter in London durch und wirkte im Exiltheater Das Laterndl mit. Er war ab 1940 freier Mitarbeiter im deutschsprachigen Programm der BBC und 1944/46 angestellter Radiosprecher bei US Radio News Service in Luxemburg, dann Bad Nauheim, dann Salzburg und schließlich Wien. 1946 bis 1948 arbeitete er für die Alliierten als Übersetzer bei den Nürnberger Prozessen. 1948 bis 1950 war er Chefredakteur beim Sender Rot-Weiß-Rot der US-amerikanischen Besatzungsmacht in  Österreich. Spitz ging dann wieder nach England und arbeitete als Redakteur und Sprecher beim deutschsprachigen Programm der BBC. Am 19. Mai 1957 sendete der Österreichische Rundfunk in einer Übernahme von der BBC sein, im selben Jahr dort produziertes Hörspiel Im Namen des Gesetzes.

## Werke
- Bowstreet. Gespielt im Kleinkunstprogramm „Unterwegs“ des Laterndl (1939). Aus: Österreicher im Exil. Großbritannien 1938–1945. Eine Dokumentation. Hrsg. v. Dokumentationsarchiv des österreichischen Widerstandes. Wien 1992, S. 423–426. Mit freundlicher Genehmigung von Frederike Spitz